# Riding Alone for Thousands of Miles
Riding Alone for Thousands of Miles (Originaltitel chinesisch 千里走單騎 / 千里走单骑, Pinyin Qiānlǐ zǒu dān qí, japanischer Titel 単騎、千里を走る Tanki senri wo hashi ru) ist ein chinesischer Film des Regisseurs Zhang Yimou aus dem Jahr 2005. Der Film ist eine Low-Budget-Produktion, bei dem Zhang nicht nur Regie führte, sondern auch Produzent war und gemeinsam mit Zou Jingzhi das Drehbuch schrieb. In Deutschland wurde der Film nicht im Kino gezeigt.

## Handlung
Die Hauptrolle schrieb Zhang extra für Ken Takakura. Als zurückgezogen lebender Fischer Gou-ichi Takata spielt er einen Vater, der seinen Sohn (Kiichi Nakai) über Jahre hinweg nicht gesprochen hat, nachdem er im Streit den Kontakt abgebrochen hatte. Erst als der Sohn schwer erkrankt, bittet ihn seine Tochter Rie (Shinobu Terajima), den Sohn zu besuchen. Im Krankenhaus weigert sich dieser jedoch, seinen Vater zu empfangen.
Stattdessen gibt Rie ihm ein Videoband mit einer Aufnahme von Li Jiamin, einem chinesischen Opernschauspieler. Ken-ichi versprach Li Jiamin, diesen im nächsten Jahr wieder zu besuchen und dann die Vorführung Riding Alone for Thousands of Miles, eine auf einem Klassiker der Zeit der drei Reiche beruhende Peking-Oper zu besuchen.
Gou-ichi versucht nun, zunächst noch recht widerwillig, später sehr entschlossen, auf den Spuren seines Sohnes eine Dokumentation zu vollenden und er macht sich nach Yunnan auf, um die Darbietung des Schauspielers zu filmen.
Der Schauspieler sitzt jedoch im Gefängnis; Gou-ichi bemüht sich anschließend darum, eine Genehmigung zu erhalten, den Schauspieler zu treffen und seine Vorführung zu filmen. Als Ausländer, der kein Chinesisch spricht, ist er auf die Übersetzungshilfe seiner Dolmetscherin Jasmine (Jiang Wen) angewiesen, die er immer wieder über Mobiltelefon anrufen muss. Obwohl ihm mehrfach geraten wird, sein aussichtsloses Anliegen aufzugeben, will er nicht zurück reisen, ehe er die Genehmigung erhalten hat.
Nachdem er die Genehmigung erhalten hat und Li Jiamin endlich für ihn spielen kann, fängt dieser an zu weinen, da er hierdurch an seinen kleinen Sohn erinnert werden würde, der ihn nicht im Gefängnis besuchen kann. Takata nimmt eine Reise durch China auf sich, die ihn in das Heimatdorf des Schauspielers führt, wo er dessen neun Jahre alten Sohn Yang Yang (Yang Zhenbo) trifft. Dieser soll Takata ins Gefängnis begleiten, doch daraufhin reißt Yang Yang am Abend aus; nur Takata folgt ihm, kann sich jedoch nur schwer mit ihm verständigen, da er nur japanisch spricht.
Trotz der Verständigungsprobleme gelingt es ihm, den Gefängniswärter, Parteifunktionäre sowie seine Reisebegleiter auf seine Seite zu bringen.
Bevor Takata eine zweite Möglichkeit zum Filmen des Sängers im Gefängnis erhält und die Aufnahme gelingt, erreicht ihn der Anruf seiner Tochter, dass sein Sohn bereits verstorben ist.
Ein Großteil der Handlung beschreibt den Vater-Sohn-Konflikt zwischen Takata und seinem Sohn, aber auch zwischen Takata und dem Sohn des Opernsängers, zu dem er am Ende eine starke emotionale Bindung hat. Das Kennenlernen zwischen Yang Yang und Takata ist wie ein neues Kennenlernen seines eigenen Sohnes, von dem er sich entfernt hatte.

## Kritiken
Der Film erhielt überwiegend gute Kritiken. Gelobt wurde die Arbeit des Kameramanns Zhao Xiaoding, der vorher den Wushu-Film House of Flying Daggers mit Zhang zusammen gedreht hat. In Riding Alone for Thousands of Miles beeindruckten die ruhigen Landschaftsaufnahmen, die einigen Kritikern jedoch zu lang geraten sind. Auch die Vater-Sohn-Beziehung in dem roadmovieartigen Film ist gut herausgearbeitet und von Ken Takakura dargestellt worden.

„The film indeed covers that much territory, ranging from Japan's snowy northern coast to the arid canyons of southwest China. But it's an intimately focused tale about the most personal relationships and interactions, from which wider meanings about the human condition touchingly arise. […]
A little boring and obvious at first, "Riding Alone" builds legitimate, understated dramatic power as every issue that Takata confronts turns into a bonding opportunity with people of simple yet extraordinary good will.“

„The opening shot of the new Zhang Yimou picture is as spectacular as anything in “Hero” or “House of Flying Daggers.”  […] there’s no arguing with the calm of the composition or the splendor of the color (credit the cinematographer, Zhao Xiaoding), and its very simplicity, verging on the simple-minded, strips down feeling to its essence. […]
But for all its schematic hyperbole, the film is warm and affecting. Deriding the heart on its sleeve is as pointless as complaining about snakes on the plane: that’s the deal, take it or leave it. Healing through contact with a foreign culture’s folk art is a lovely conceit, and Mr. Zhang’s comedy of cross-cultural befuddlement is slyer than anything in “Lost in Translation.”“

## Auszeichnungen (Auswahl)
- San Diego Film Critics Society Award – Best Foreign Language Film 2006[5]
- Hong Kong Film Award – Best Asian Film 2007[6]